# Sylviane Agacinski

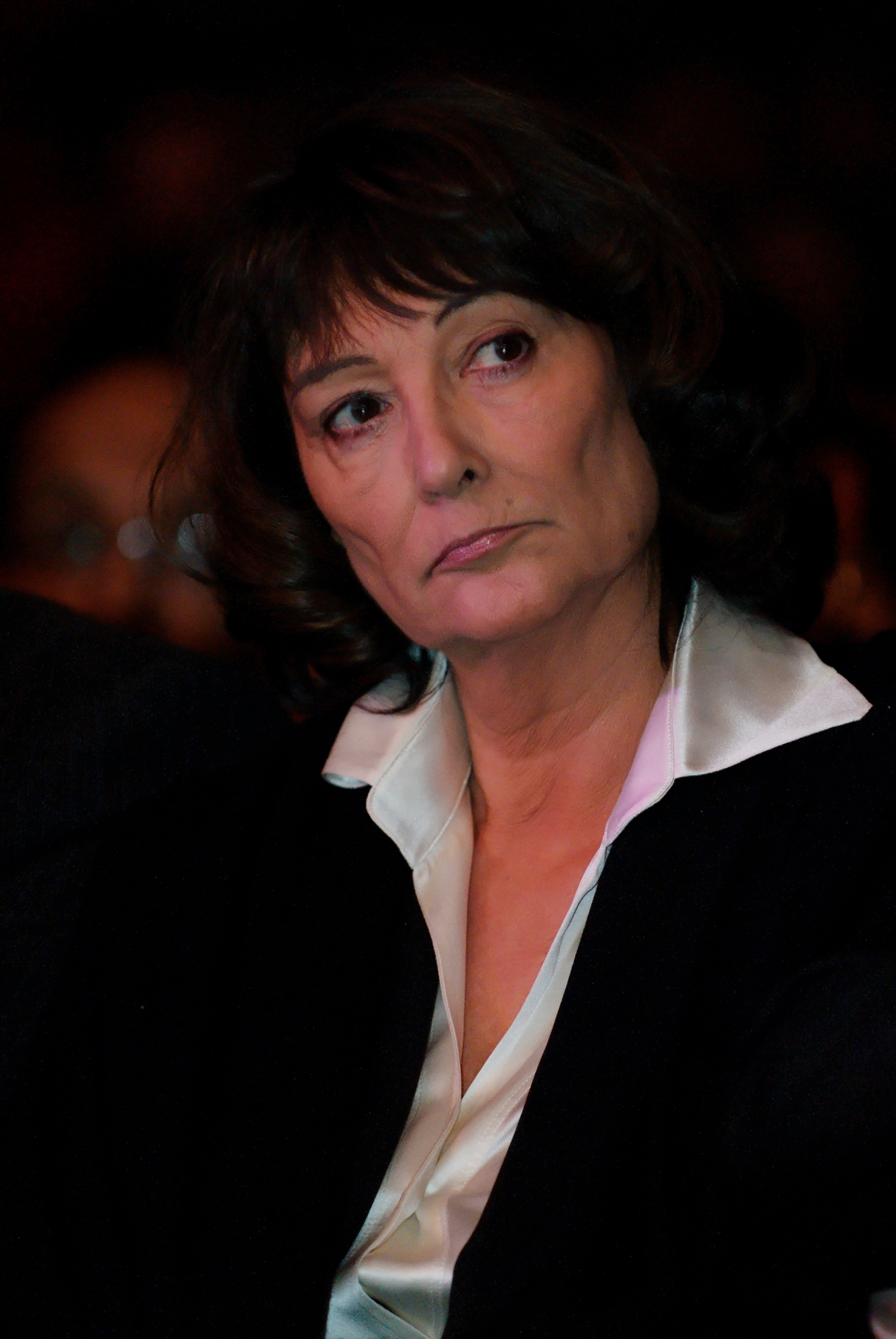
Sylviane Agacinski (2008)

Sylviane Agacinski (* 4. Mai 1945 in Nades, Département Allier) ist eine französische Philosophin und Schriftstellerin, die sich in ihrer Forschung, Lehre und Schriften mit Themen wie Feminismus, Geschlechterpolitik und Geschlechterrolle, Leihmutterschaft, Transplantation und Bioethik befasst. Sie wurde 2023 als Nachfolgerin von Jean-Loup Dabadie auf dem Fauteuil 19 Mitglied der Académie française.

## Leben
Sylviane Agacinski absolvierte ein Studium der Philosophie an der Universität Lyon, an der sie Vorlesungen von Gilles Deleuze und Henri Maldiney besuchte. Sie setzte ihr Studium an der Universität von Paris, der Sorbonne, fort und erwarb eine Agrégation de philosophie. Nachdem sie die Lehramtsprüfung für Sekundarstufe CAPES (Certificat d’aptitude au professorat de l’enseignement du second degré) abgelegt hatte, war sie von 1972 bis 1977 Lehrerin am Lycée de Soissons und danach zwischen 1978 und 1988 am Lycée Carnot, wo sie die Vorbereitungsklassen für die École des hautes études commerciales de Paris (HEC Paris) unterrichtete. Zugleich war sie von 1986 bis 1991 Programmdirektorin und Mitglied des Exekutivbüros des Collège international de philosophie (CIPh), eine offene Akademie, die 1983 von Jacques Derrida, François Châtelet, Jean-Pierre Faye und Dominique Lecourt gegründet wurde, um in Frankreich die Möglichkeiten für philosophische Forschung und Lehre jenseits der traditionellen Formen in der Universität und auf dem Gymnasium (Lycée) zu verbessern. 1991 übernahm sie eine außerordentliche Professur an der École des hautes études en sciences sociales (EHESS), eine Elite-Hochschule für Sozialwissenschaften in Paris, und lehrte dort bis 2010. Sie war zwischen 2011 und 2015 Mitglied des Lektoratsausschusses der Comédie-Française sowie von 2013 bis 2014 Mitglied des Lenkungsausschusses des Musée de l’Homme, ein Pariser Museum für Vorgeschichte und Anthropologie.

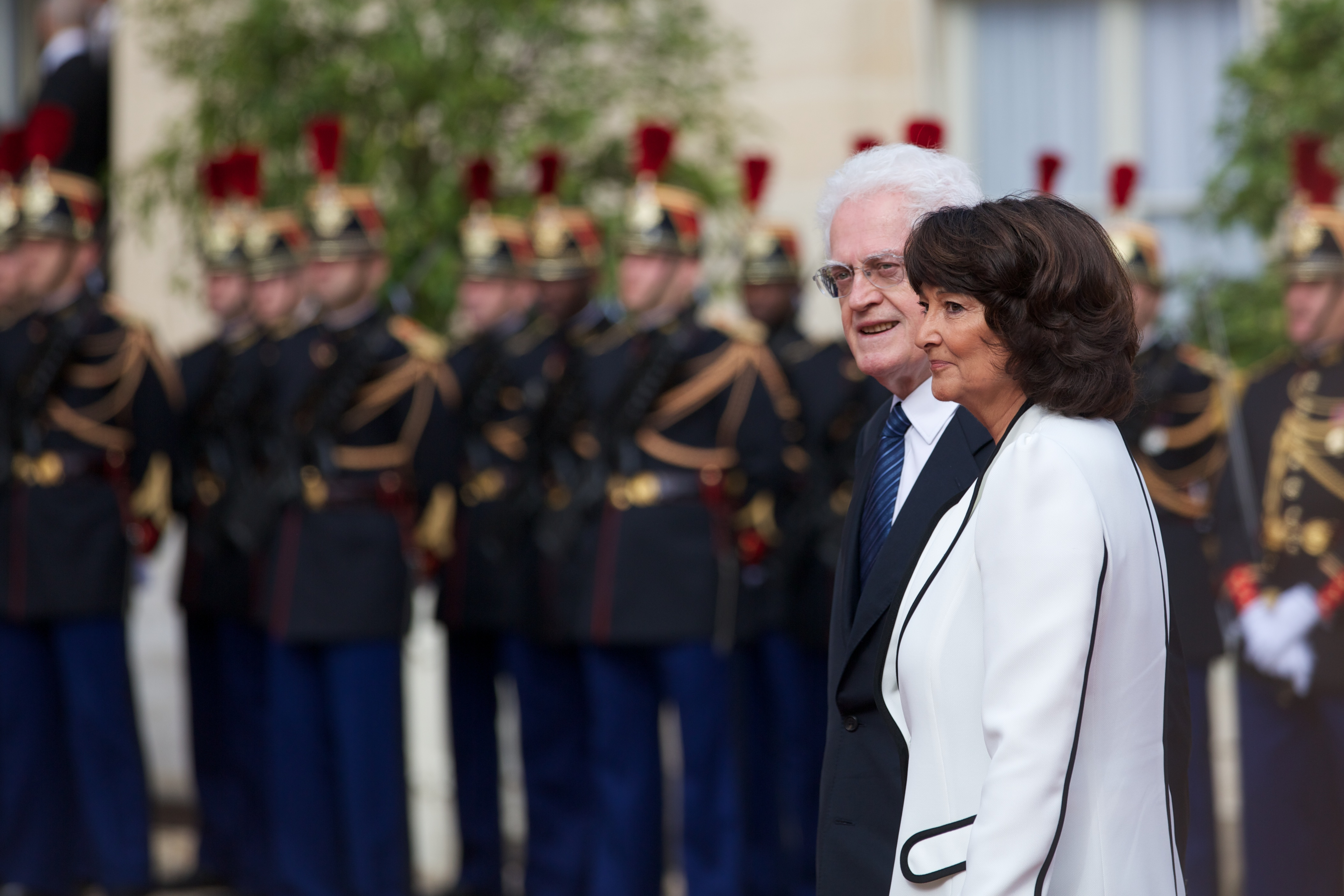
Sylviane Agacinski mit ihrem Ehemann Lionel Jospin (2012)

Ihr Werk „Femmes entre sexe et genre“ (‚Frauen zwischen biologischem und sozialem Geschlecht‘) wurde 2012 mit dem Prix Moron der Académie française ausgezeichnet. 2018 erhielt sie den Prix Louis-Pauwels für „Le Tiers-Corps. Réflexions sur le don d'organes“ (‚Der Leib des Dritten. Gedanken zur Organspende‘) sowie 2022 den Prix des députés für „Face à une guerre sainte“ (‚Vor einem heiligen Krieg‘). Sie wurde am 1. Juni 2023 als Nachfolgerin von Jean-Loup Dabadie auf dem Fauteuil 19 Mitglied der Académie française.
Sylviane Agacinski ist seit dem 30. Juni 1994 die Ehefrau des Politikers Lionel Jospin von der Sozialistischen Partei (Parti socialiste), der während der dritten Cohabitation von 1997 bis 2002 Premierminister der Fünften Republik war. Ihre ältere Schwester ist die Schauspielerin, Drehbuchautorin und Regisseurin Sophie Agacinski (* 1943).

## Philosophische Standpunkte
Sylviane Agacinski befasst sich mit Philosophen wie Søren Kierkegaard und Ludwig Wittgenstein, aber auch mit der Rolle der Frau in der modernen Gesellschaft und Feminismus, wobei sie aber auch vor den Auswüchsen des Feminismus warnte. Ihr Spezialgebiet sind die Beziehungen zwischen den Geschlechtern und sie fordert den Schluss mit der „männlichen Überlegenheit“, sprach sich aber auch gegen eine „Auslöschung des Geschlechts“ aus. Prostitution ist nach ihrer Sicht eine „archaische Knechtschaft, die reduziert werden muss“. Sie unterstützte 2013 den Gesetzesentwurf zur Abschaffung der Prostitution, weil „der Handel mit ‚Fleisch‘ eine Verneinung der Person“ sei.
Zur Präsidentschaftswahl in Frankreich 2007 sagte Sylviane Agacinski, dass man nicht in den „umgekehrten Sexismus“ verfallen dürfe und weder Machismo noch Feminismus über die Abstimmung entscheiden werden, sondern die Fähigkeiten der Kandidaten. Mit ihren Schriften über die Gleichstellung von Männern und Frauen beeinflusste sie die US-amerikanische Professorin für Politikwissenschaften Valerie M. Hudson, die an der Brigham Young University sowie der Texas A&M University lehrt.
Beim Thema Leihmutterschaft spricht sie von einer „ganz neuen Form der Sklaverei“, die sich „sowohl den Gebrauch als auch den Nießbrauch der Organe einer Frau aneignet“. Dabei erklärte sie, dass Leihmutterschaft, eine Praxis ist, die gegen die Menschenrechte verstößt und somit nicht ethisch sein kann. Zu einer Elternschaft gleichgeschlechtlicher Paare erklärte sie, dass es ist nicht die Sexualität ist, die Verwandtschaft begründet, sondern der Sex, also die Unterscheidung zwischen Mann und Frau. Die Ehe für alle nannte sie eine wünschenswerte Innovation, forderte aber auch nicht die für Kinder notwendige Heterogenität zu leugnen.
Sie zeigte sich besorgt über die Auswüchse einer allmächtigen Medizin, die sich von der Moral löst, um näher an den Markt heranzukommen, und erklärte, dass bioethische Gesetze keiner Abstimmung unterliegen.

## Werke

### „Corps en miettes“ (2009)
Die Babybranche ist nach Sylviane Agacinskis Ansicht überall auf der Suche nach Gebärmuttern zum Mieten. Propaganda zugunsten von Leihmutterschaft GPA („Gestation pour autrui“) kann die Gewalt einer solchen Praxis nicht verbergen. Im Namen der Menschenwürde ruft sie in diesem Buch zum Widerstand auf.

### „Le Tiers-Corps. Réflexions sur le don d’organes“ (2018)
Während ihrer Überlegungen zur Transplantation, sowohl in ihrer technischen als auch in ihrer sozialen Dimension, unterstreicht Sylviane Agacinski die Ambiguität einer medizinischen Praxis, die viele Leben rettet, aber auch eine  Nachfrage nach Organen („demande d’organes“) schafft, und somit die Frage aufwirft, wie man darauf reagiert. Sie argumentiert mit dem Schutz der Körper der Lebenden vor ultraliberalen Befürwortern eines legalen Organmarktes und Menschenhändlern, denen Arme und Flüchtlinge zum Opfer fallen, wenn Staaten dies zulassen. Dann befürwortete man die postmortale Selbstspende mit freiem Einverständnis, anstatt die List der mutmaßlichen Einwilligung des Verstorbenen („consentement présumé du défunt“) aufrechtzuerhalten. Sylviane Agacinski beruft sich hier auf den Soziologen, Ethnologen und Religionswissenschaftler Marcel Mauss und fordert eine geeinte Gesellschaft, in der jeder abwechselnd Leben über den Tod hinaus empfangen oder geben und manchmal auch weitergeben kann.

### „L’homme désincarné. Du corps charnel au corps fabriqué“ (2019)
„Unser fleischlicher Körper gehört uns, aber er gehört uns nicht als Eigentum, also als veräußerliches Eigentum, das wir verschenken oder verkaufen können, wie ein Fahrrad oder ein Haus“, so Sylviane Agacinski in diesem Werk. Die fatale Verwechslung zwischen beiden wird bewusst von der ultraliberalen Ideologie aufrechterhalten, die uns einreden will, dass wir, da unser Körper uns gehört („nous appartient“), die Freiheit haben, ihn zu entfremden und das Paradoxon bewundern. Der moderne Mensch möchte die Natur beherrschen, seine Natur verändern und sich von Fleisch, Tod und sexueller Generation befreien. Dank wissenschaftlicher und technischer Möglichkeiten träumen manche Menschen davon, ihren Körper zu verändern und im Labor Nachkommen zu zeugen. Sie stellt die Frage auf, ob der zukünftige Mann sexuell undifferenziert sein wird, ob er ohne Vater und Mutter geboren und auf wessen Kosten er geboren wird. Am Vorabend der Debatte im Parlament und während die „Bioethik“ scheinbar jegliche Orientierung verliert, macht sie auf die Gefahren des Ultraliberalismus aufmerksam, dessen Vorbild in diesem Bereich Kalifornien ist.

### „Face à une guerre sainte“ (2022)
Mit diesem Buch über einen Heiligen Krieg, der Frankreich schwer getroffen hat, stellt Sylviane Agacinski ihre Reflexion auf die langfristige Geschichte der Religionen und die Beziehungen zwischen Religion und Politik. Das heutige Frankreich habe nach ihrer Ansicht weder ein Problem mit dem Islam noch mit Muslimen, sondern mit dem bewaffneten Dschihad und dem Aufstieg des Islamismus, der ein immaterielles göttliches Gesetz („loi divine“) vor Interpretationen schützt und über menschliche Gesetze stellt. Sie stellt damit das politische Konzept der Islamfeindlichkeit in Frage, das dazu dient, islamistischen Proselytismus zu verschleiern, und protestiert auch gegen die unerträgliche Förderung der Verschleierung von Frauen, eine seit jeher diskriminierende Praxis und ein echter Casus Belli in einer Republik, die auf dem Grundsatz der Gleichheit vor dem Gesetz gegründet ist. Jenseits eines messianischen Universalismus, der seine Erschöpfung erreicht hat, stellt Sylviane Agacinski die Fähigkeit Frankreichs in Frage, seine historische, politische und kulturelle Einzigartigkeit, sowohl national als auch europäisch, anzunehmen, indem es sich dem Habermas’schen Modell des Multikulturalismus widersetzt.

## Veröffentlichungen
- Mimesis-Desarticulation, Mitautoren Jacques Derrida und Sarah Kofman, Aubier-Flammarion 1975
- Qui a peur de la philosophie, Flammarion 1977
- Aparté, conceptions et morts de Søren Kierkegaard, Aubier-Flammarion 1978
- Volume, philosophie et politique de l’architecture, Galilée 1992
- Critique de l’égocentrisme. La question de l’Autre, Galilée 1996
- Politique des sexes, mixité et parité, Seuil 1998
- Le Passeur de temps, modernité et nostalgie, Seuil 2000
- Métaphysique des sexes. Masculin/féminin aux sources du christianisme, Seuil 2005
- Engagements, Seuil 2007
- Drame des sexes. Ibsen, Strindberg, Bergman, Seuil 2008
- Corps en miettes, Flammarion 2009[25]
- La plus belle Histoire des Femmes, Mitautorinnen Michelle Perrot und Françoise Héritier, Seuil 2011
- Femmes entre sexe et genre, Seuil 2012
- Devenir humains, Mitherausgeber Yves Coppens, Autrement/Musée de l’Homme 2015
- Le Tiers-Corps. Réflexions sur le don d’organes, Seuil 2018[26]
- L’homme désincarné. Du corps charnel au corps fabriqué, Gallimard 2019[27]
- Les Marchés de la maternité, Mitautorin Éliette Abécassis, Odile Jacob 2021
- Face à une guerre sainte, Seuil 2022[28]
- Wittgenstein en France, Mitherausgeber Pascale Gillot und Élise Marrou, Éditions Kimé 2022